# Amor secreto (álbum)
| Críticas profissionais | Críticas profissionais |
| Avaliações da crítica  | Avaliações da crítica  |
| Fonte                  | Avaliação              |
| ---------------------- | ---------------------- |
| AllMusic               | 5 de 5 estrelas.       |

Amor Secreto é o terceiro álbum de estúdio do cantor porto-riquenho Luis Fonsi, lançado em 12 de março de 2002 pela gravadora Universal Music Latino.

## Lista de faixas
| N.º            | Título                           | Compositor(es)                                            | Duração |  |
| 1.             | "Quisiera Poder Olvidarme de Ti" | Mark Portmann Rudy Pérez                                  | 4:22    |  |
| 2.             | "Fuera de Control"               | Clyde Lieberman Allan Rich Johan Åberg                    | 3:15    |  |
| 3.             | "Amor Secreto"                   | Fredrik Thomander                                         | 3:34    |  |
| 4.             | "Entrégate"                      | Kara DioGuardi Luis Fonsi Steve Morales David Siegle      | 3:53    |  |
| 5.             | "Te Vás"                         | Roberto Livi Rudy Pérez                                   | 4:01    |  |
| 6.             | "Tienes que Parar"               | Jonas Saeed                                               | 3:33    |  |
| 7.             | "Y Ahora Como te Olvido"         | Rudy Pérez                                                | 4:02    |  |
| 8.             | "Tú Puedes Salvarme"             | Howie Dorough Andrew Fromm Harvey Mason, Jr. Damon Thomas | 4:39    |  |
| 9.             | "Díselo Ya"                      | Luis Fonsi Clyde Lieberman Allan Rich                     | 4:26    |  |
| 10.            | "Irresistible"                   | Tommy Tysper                                              | 3:38    |  |
| 11.            | "Me lo Dijo el Silencio"         | Luis Fonsi Cláudia Brant                                  | 4:41    |  |
| 12.            | "Para Vivir"                     | Pablo Milanés                                             | 3:40    |  |
| Duração total: | Duração total:                   | Duração total:                                            | 47:26   |  |

© MMII. Universal Music Latino.

## Singles
| #  | Título                           | EUA |
| -- | -------------------------------- | --- |
| 1. | "Quisiera Poder Olvidarme de Ti" | #1  |
| 2. | "Amor Secreto"                   | #25 |
| 3. | "Te Vás"                         | #35 |

## Charts
| Chart (2002)               | Posição |
| -------------------------- | ------- |
| Billboard 200              | 109     |
| Billboard Latin Pop Albums | 1       |
| Billboard Top Latin Albums | 1       |

## Vendas e certificações
| Região                                         | Certificação | Vendas   |
| ---------------------------------------------- | ------------ | -------- |
| Estados Unidos (RIAA)                          | Platina      | 100,000^ |
| ^distribuições baseadas apenas na certificação |              |          |